# 寶可夢競技場2
《寶可夢競技場2》是1999年战略游戏，由任天堂开发并于任天堂64平台发行。玩家在3D画面中，使用Game Boy游戏《寶可夢 紅／綠》及《寶可夢 皮卡丘》中登场的151种宝可梦进行回合制战斗。
游戏在日本、美国、英国分别售出71万、316万和10万套。